# Sphaerium indicum
Sphaerium indicum е вид мида от семейство Sphaeriidae. Видът не е застрашен от изчезване.

## Разпространение и местообитание
Разпространен е в Индия (Манипур, Утаракханд и Химачал Прадеш) и Непал.
Обитава пясъчните дъна на сладководни басейни, реки и потоци.